# Земља Нод
Земља Нод (хеб. ארץ נוד,  eretz-Nod) је место споменуто у Књизи постања у Тори, налази се "на истоку Едена" (qidmat-'Eden), где је Бог прогнао Каина након што је убио његовог брата Авеља. Према Књизи постања 4:16:
И Каин оде из земље Божије, и оде он у земљу Нод, источно од Едена.
(וַיֵּ֥צֵא קַ֖יִן מִלִּפְנֵ֣י יְהוָ֑ה וַיֵּ֥שֶׁב בְּאֶֽרֶץ־נֹ֖וד קִדְמַת־עֵֽדֶן)

Реч "Нод" (נוד) потиче од хебрејског корена глагола "лутати". Живети у земљи Нод је метафора која означава особу која проводи живот лутајући. Књига постања 4:17 каже да је након што је стигао у земљу Нод, добио сина Хеноха, у чију част је назвао први изграђени град.

## Етимологија
"Нод" је хебрејски корен речи "лутати". 
Иако је Каиново име повезано са речју "добити", у Књизи постања 4:1, назив "Нод" је повезан са хебрејском речју "над", која се преводи као "луталица", у Постању 4:12.